# Боржигантай
Боржиганта́й (бур. Бооржогонтой) — село в Могойтуйском районе Агинского Бурятского округа (Забайкальский край Российской Федерации). Административный центр сельского поселения «Боржигантай».

## География
Расположен на востоке района, по левому берегу реки Онон, в 98 км (по автодороге) к востоку от административного центра района — посёлка городского типа Могойтуй.

## История
Село образовано в 1932 году.

## Население
| 2002 | 2010  | 2012 | 2013 | 2014 | 2015 | 2016 |
| ---- | ----- | ---- | ---- | ---- | ---- | ---- |
| 1166 | ↘1003 | ↘982 | ↘968 | ↘939 | ↘926 | ↘909 |
| 2017 | 2018  | 2019 | 2020 | 2021 |      |      |
| ↘884 | ↘868  | ↘852 | ↘833 | ↘643 |      |      |

Национальный состав
Согласно результатам переписи 2002 года, в национальной структуре населения русские составляли 87% от общей численности в 1166 человек.

## Инфраструктура
Экономика
В селе расположена центральная усадьба агропроизводственного кооператива «Боржигантай», образованного здесь в 1999 году на базе существовавшего с 1972 года совхоза имени 50-летия СССР (ранее Бурят-Монгольский конный завод № 128 и Агинский овцесовхоз).
Социальные объекты
Средняя школа, детский сад, дом культуры, библиотека, участковая больница.

## Транспорт
Автомобильная дорога местного значения «Могойтуй-Боржигантай».